# نائب رئيس موظفي البيت الأبيض
نائب رئيس موظفي البيت الأبيض (بالإنجليزية: White House Deputy Chief of Staff)‏ رسميًا هو كبير مساعدي رئيس موظفي البيت الأبيض، الذي يعد من كبار مساعدي رئيس الولايات المتحدة. نائب رئيس موظفي البيت الأبيض عادة ما يكون له مكتب في الجناح الغربي وهو مسؤول عن ضمان حسن سير بيروقراطية البيت الأبيض ، بالإضافة إلى المهام الأخرى التي يعينها لهم رئيس الأركان. في جميع الإدارات الأخيرة ، كان هناك العديد من نواب الرؤساء بمهام مختلفة.
هناك نائبان حاليان لرئيس موظفي البيت الأبيض في إدارة بايدن:
- جين أومالي ديلون[1]
- بروس ريد